# Małgorzata Rozbicka
Małgorzata Maria Rozbicka z domu Sackiewicz – polska architekt, doktor habilitowana nauk technicznych inżynier, profesor zwyczajny Politechniki Warszawskiej, kierownik Zakładu Architektury Polskiej na Wydziale Architektury PW, dyrektor Narodowego Instytutu Dziedzictwa (2013–2017), przewodnicząca Komitetu do spraw Światowego Dziedzictwa Kulturowego w Polsce, autorka wielu publikacji oraz prac naukowych.

## Życiorys
W 1979 ukończyła studia na Wydziale Architektury Politechniki Warszawskiej. Od 1990 pracuje tamże. Stopień naukowy doktora nauk technicznych zakresie architektury i urbanistyki, specjalność: architektura i urbanistyka otrzymała w 1997 na podstawie rozprawy pt. Założenia dworskie i dwory w końcu XVIII wieku i w pierwszej połowie XIX wieku na północno-zachodnim Mazowszu. W tym samym roku została adiunktem na Wydziale Architektury. Uzyskała stopień naukowy doktora habilitowanego oraz objęła stanowisko profesora nadzwyczajnego PW oraz kierownika Zakładu Architektury Polskiej. W latach 1999–2005 pełniła funkcję prodziekana ds. studenckich.
Od 1993 do 2003 była głównym specjalistą w Krajowym Ośrodku Badań i Dokumentacji Zabytków. Była członkiem Rady Naukowej Krajowego Ośrodka Badań i Dokumentacji Zabytków w latach 2003–2008 oraz Głównej Komisji Konserwatorskiej przy Generalnym Konserwatorze Zabytków w latach 2002–2013. W 2011 została wybrana przewodniczącą Społecznej Rady Ochrony Zabytków przy Prezydencie w Warszawie. Urząd pełniła dwa lata.
Od 1 sierpnia 2013 dyrektor Narodowego Instytutu Dziedzictwa. Objęła funkcję przewodniczącej Komitetu do spraw Światowego Dziedzictwa Kulturowego w Polsce. 31 grudnia 2017 zakończyła pełnienie funkcji dyrektora NID.

## Wybrane publikacje
- Rysunki do „Dziejów budownictwa w Polsce” Oskara Sosnowskiego w Zbiorach Zakładu Architektury Polskiej Wydziału Architektury PW, Warszawa 2000
- Oskar Sosnowski – naukowiec architekt, Warszawa 2000
- Centralny Dworzec Pocztowy w Warszawie, Warszawa 2003
- Małe mieszkanie z ogrodem w tle w teorii i praktyce popularnego budownictwa mieszkaniowego w międzywojennej Polsce, Warszawa 2007[1]

## Otrzymane nagrody
- wyróżnienie Ministra Kultury i Sztuki w 1979
- nagroda Ministra Kultury i Sztuki w 1982
- Srebrny Krzyż Zasługi (2005)[7]
- Złoty Krzyż Zasługi (2022)[8]
- Brązowy Medal „Zasłużony Kulturze – Gloria Artis” w 2005[4]